# Симпатический порошок

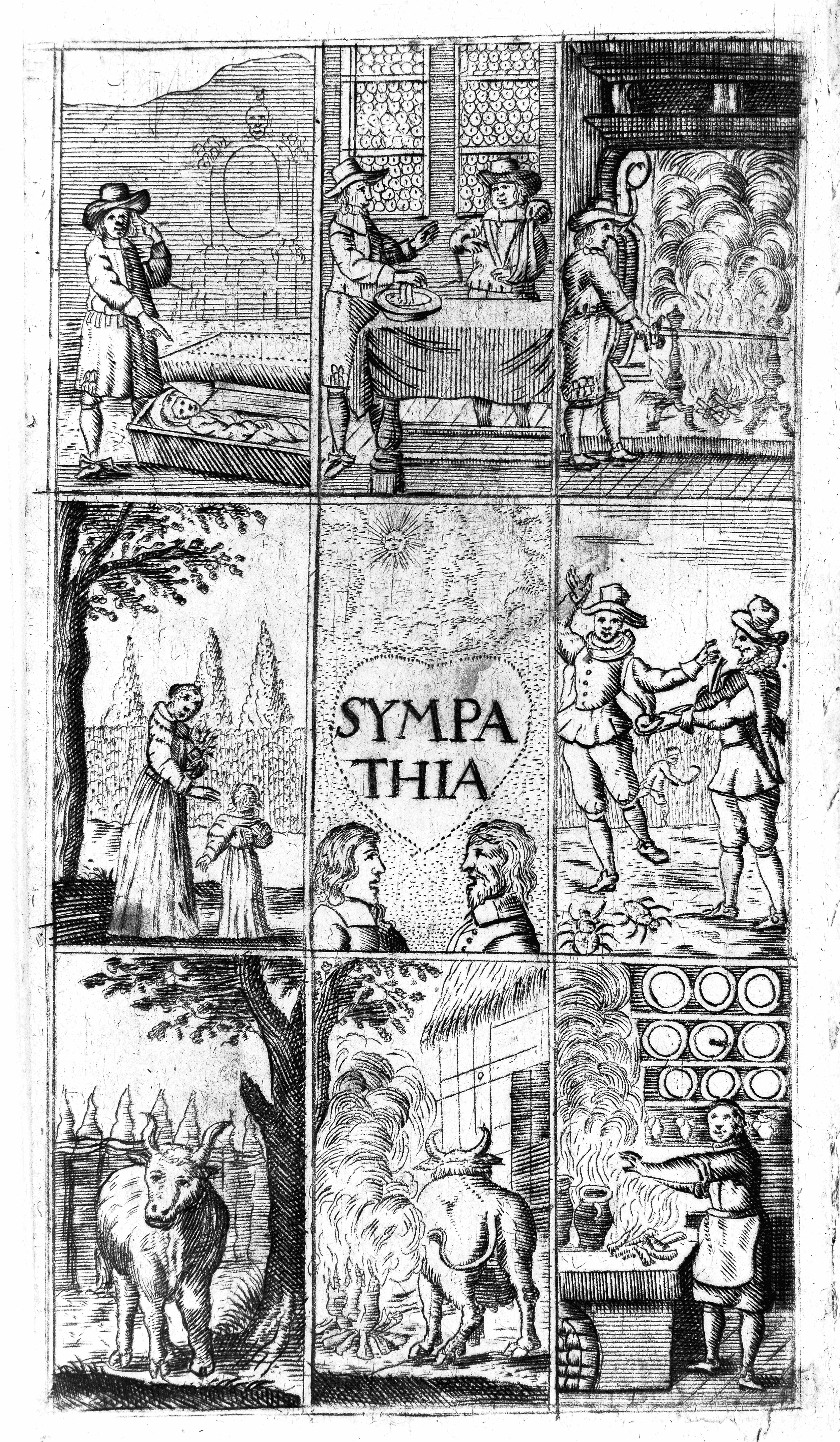
Frontispiece illustration of 'Sympathia'- (Powder of Sympathy) Wellcome

Симпатический порошок — распространённое в XVII веке средство на основе симпатической магии, разновидность «оружейной мази» (лат. unguentum armarium). Этот вид лечения ран состоял в том, что средство наносилось на оружие, которым эти раны были нанесены.

## Происхождение и состав

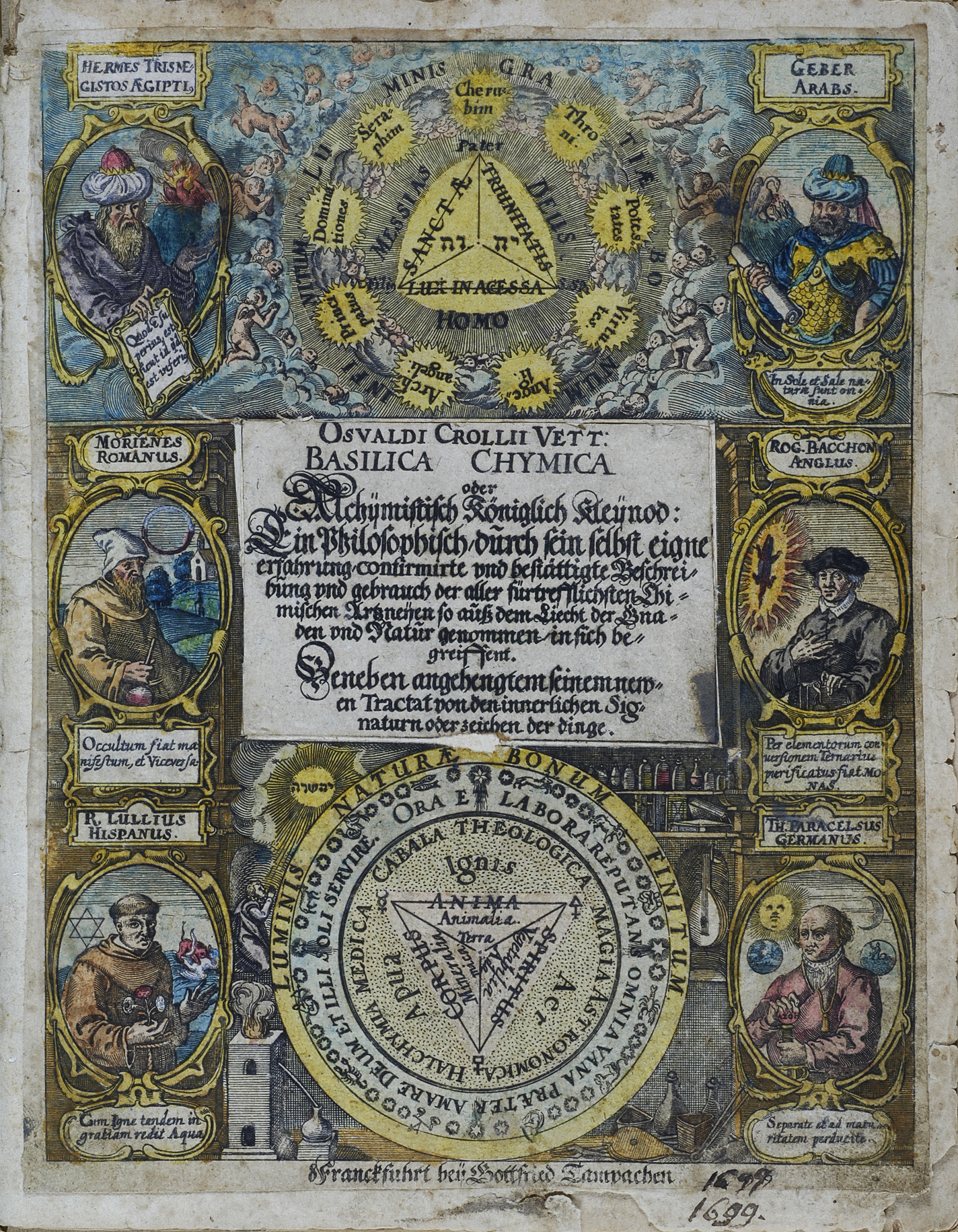
Портрет Парацельса (в правом нижнем углу) на титульном листе «Химической Базилики» Освальда Кролла, издание 1629 года.

Идея о том, что действия, совершаемые с одними предметами могут, при соблюдении некоторых условий, оказывать влияние на другие, существовали с древнейших времён. Согласно Джорджу Фрейзеру, примером таковой можно считать знаменитый запрет из Пятикнижия варить молоко определённым образом (Исх. 23:19). В своём трактате «Оккультная философия» (1531) немецкий алхимик Агриппа Неттесгеймский цитировал Плиния, который якобы утверждал, что «когда чувствуют боль от какого-нибудь удара, — плюнуть в середину руки, нанесшей удар — боль тотчас прекратится». В 1635 году немецкий врач Даниил Зеннерт писал о том, что «Vnguent» первым изобрёл Парацельс, ссылаясь на псевдо-парацельсианский трактат «Archidoxis magica». Там приводится следующий рецепт: две унции лишайника (лат. usnea) с черепа, пол унции мумии, две унции человеческого жира, пол унции человеческой крови, две драхмы льняного масла и по унции розового масла и соли армониака. Эти ингредиенты следовало размешать палочкой, смоченной в крови раненого, затем высушить и намазывать на рану. Существует также мнение, что подобный метод лечения описан и в аутентичных текстах Парацельса. В конце XVI века рецепт мази, ссылаясь на Парацельса, привёл Джамбаттиста делла Порта («Magiae naturalis libri viginti», 1589). Как отмечает американский историк науки Аллен Дебю, оружейную мазь можно рассматривать как естественное развитие платоническо-герметической традиции, в которой человечество является частью алхимической вселенной, образуемой взаимодействующими макрокосмом и микрокосмом. В этом смысле взаимодействие всех вещей понимается в терминах симпатии и антипатии (см. например «De sympathia et antipathia rerum» Джироламо Фракасторо, 1546). Зеннерт объясняет принцип действия мази действие магнетических сил, вызываемых звёздами. Теория симпатического лечения не противоречила представлениям натурфилософов XVI века об отношениях между Богом и человеком и была широко распространена среди последователей Парацельса. Хотя полемика между парацельсианцами и галенистами о методах лечения велась достаточно интенсивно уже в XVI веке, именно эта теория не привлекала особенного внимания до 1608 года, когда вышла в свет «Химическая Базилика» Освальда Кролла. Кролл несколько упросил рецепт, рекомендовав использовать медвежий или кабаний жир, толчёных червей, сушёные кабаньи мозги и красное сандаловое дерево. Также Кролл внёс уточнение по поводу сбора usnea: по его мнению, это вещество следовало собирать с костей при серповидной луне, желательно в доме Венеры. Согласно Кроллу, полученное снадобье следовало применять следующим образом: наносить на оружие по направлению к острию, затем заворачивать в белую ткань и помещать в тёплое место. У собственно раны следовало остановить кровотечение и промыть мочой пациента, и также покрыть белой тканью. Если рана было очень глубокая, её следовало сшить без особых приготовлений. Наконец, Кролл советовал во время лечения соблюдать половой покой.

## Споры на Континенте
Одним из первых против оружейной мази выступил в 1594 году Андреас Либавий («Tractatus Duo Physici»). Не оспаривая её действенность, он отрицал допустимость её использования. Его аргументация, помимо протеста против новации и апеллирования к древним авторитетам, состояла в отрицании парацельсовского мистицизма. Согласно Либавию, любое лечение раны следует понимать как движение, которое может быть либо природным, либо искусственным. Природное движение обусловлено внутренними причинами. Если бы лечение раны было основано на искусственном движении, то для этого бы требовался некий несущий лечение агент. В случае оружейной мази за движение лечебной силы отвечает нематериальная субстанция, «и только простецы могут отрицать, что она носит демонический характер». Либавий отрицает участие мировой души в процессе заживления, и утверждает, что небольшие раны излечиваются самопроизвольно, а влияние всех этих магических предрассудков проявляется разве что в том, что направляют веру и воображение пациента к поражённому месту. Либавий не отрицает всю методологию дальнодействия, но не понимает, каким образом этот эффект может достигаться с помощью использования странных веществ, — единственным объяснением может быть участие дьявола.
В том же 1608 году вышел трактат «De magnetica vulnerum curatione» Рудольфа Гокления младшего из Марбургской академии о различных способах лечения («Oratio quavulnus non applicato etiam remedio, citra ullum dolorem curari naturaliter posse», второе издание вышло в 1613 году под названием «Tractatus novus de magnetica vulnerum curatione»). В разделе, посвящённом usnea, Гоклений пытается оспорить обвинение в «суеверном» характере этого вида лечения, подвергая сомнению само понятие суеверия, анализируя ритуалы Католической церкви. В своём небольшом трактате Гоклений формулирует эклектическое объяснение принципа действия «оружейной мази»: её действие объясняется наличием связи между всеми вещами, осуществляемой посредством Духа Божия. В магической вселенной Гокления действенны амулеты, и с помощью манипуляций с растениями и камнями можно достигать чудесных результатов. В своих представлениях Гоклений не следует традиции Аристотеля и схоластов, и в своей «более тонкой» философии развивает пантеистические идеи неоплатоников и Николая Кузанского. Соответственно этому, лечебная сила мази имеет небесное происхождение, и переносится с оружия в рану посредством духа. В заключение он заявляет, что «лечение не ложное, а магическое, и мошенники те, кто заявляет, что всякая магия это суеверие и ложь».
Начало XVII века отмечено обострением борьбы Католической церкви против ересей, и не удивительно, что о таком сомнительном методе лечения, как оружейная мазь решил высказаться иезуит из Намюра Жан Роберти. В 1616 году он издал трактат «Brevis Anatome» против «Tractatus Novus» Гокления, в сорока пунктах которого новая теория объявлялась идолопоклонничеством, некромантией и богохульством. Идолопоклонничество следовало из защиты действенности амулетов, некромантия — из веры в духов, а богохульством была апелляция к божественной благодати. Также Роберти отметил логические противоречия в аргументации Гокления, чьё объяснение способа воздействия мази как «движения» он счёл не убедительным. Публикация Роберти положила начало длительному спору. Между 1616 и 1619 годами каждая из сторон издавала примерно по памфлету в год. Дискуссия продолжалась. В основном, в религиозном духе, и новых аргументов тогда появилось не много, если не считать того, что Роберти обвинил Гокления в приверженности «кальвинистской ереси». Хотя в 1604—1623 годах Марбург находился под властью кальвиниста Морица Гессен-Кассельского, Гоклений не принял обвинения, указывая на то, что Жан Кальвин ничего на эту тему не писал, а Роберти сам идолопоклонник, если отрицает духовную силу материальных предметов. В качестве примера Гоклений указывал на почитание икон и таинство евхаристии. В последних памфлетах каждая из сторон обвиняла противника во лжи и фальсификации — Роберти требовал, чтобы Марбургская академия приняла меры против Гокления, а тот отрицал, что является розенкрейцером и последователем Парацельса. Резюмируя богословскую аргументацию Роберти, К. Циллер Каменецкий отмечает, теория о рукотворных духах, даже действующих согласно божьей воле, была несовместима с богословием Фомы Аквинского и иезуитов.
В 1621 году ван Гельмонт издал в Париже памфлет «De magnetica vulnerum naturalis et legitima curatione», написанный несколькими годами ранее. Проанализировав позиции Гокления и Роберти, ван Гельмонт раскритиковал обоих — первого за объединение симпатии и магнетизма, а второго за неуместные поиски дьявольского начала. По собственному мнению ван Гельмонта, лечебная сила мази проистекала из имеющего астральное происхождение магнетизма. То, что ван Гельмонт объявил проблему оружейной мази вопросом, не относящимся к богословию, привело к резкой реакции со стороны Роберти. В результате против ван Гельмонта возбудила дело Испанская инквизиция, расследование которого продолжалось 13 лет и завершилось заключением учёного в тюрьму в 1634 году.

## В Англии
В Англии дискуссия об оружейной мази оживилась после появления в 1600 году знаменитого трактата Уильяма Гильберта «De Magnete». Хотя Гильберт изучал лечебные свойства магнетизма, он не рассматривал их применительно к теориям Парацельса, а самого Парацельса он считал шарлатаном. В начале XVII века теорию мази развивал Роберт Фладд. Один из наиболее известных английских учёных своего времени, феллоу Королевского колледжа врачей и друг Уильяма Харви, Фладд был приверженцем философии герметизма и считал божественное откровение более надёжным источником знания, чем наблюдаемые с помощью чувств явления.
Согласно мемуарам, рецепт порошка Кенелм Дигби узнал в 1622 году во Флоренции от старого кармелитского монаха, вернувшегося из путешествия по Персии, Индии и Китаю. Порошок изготавливался из «зелёного витриоля» (гидратированного сульфата железа). С помощью этого снадобья Дигби вылечил рану своего друга Джеймса Хоуэлла и сумел убедить скептиков в его действенности. Как следует из описания этого случая, сделанного Томасом Фуллером, принцип действия порошка был иной, чем у мази. Когда страдающий от раны Хоуэлл пришёл к Дигби, тот начал свои приготовления с того, что наполнил миску водой и растворил в ней «витриольный порошок». Затем Дигби снял повязку с раненой руки Хоуэлла, поместил в раствор и стал ожидать реакции пациента который, в свою очередь, находясь на некотором удалении, не обращал внимания на процедуру. Как отмечает Фуллер, это являлось доказательством действенности лечения, так как исключало роль воображения пациента. После того, как повязка полностью пропиталась, Хоуэлл почувствовал «приятную свежесть» в руке. После обеда Дигби вытащил повязку и повесил её сушиться к огню, однако немедленно явился слуга Хоуэлла и передал, что его хозяину стало хуже и он чувствует, как «его руку будто припекают углями». Дигби вернул повязку обратно, после чего боли прекратились. Позднее, философ Джон Локк трижды прибегал к симпатическому порошку для лечения ран графа Шафтсбери. Доклад о порошке был заслушан на конференции врачей в Монпелье в 1658 году, после чего неоднократно издавался до 1704 года. После смерти Дигби порошок продолжил продавать его бывший лаборант Джордж Хартманн.